# محمد رحیم ضیایی
محمد رحیم ضیایی همچنین شیون کابلی فرزند سردار محمد عمر خان، نواسه امیر عبدالرحمن خان درهفتم جون ۱۸۹۵ میلادی برابر سرطان ۱۲۷۴ خورشیدی در شهر کابل به دنیا آمد. شیون کابلی یکی از شاعران و نویسندګان برجسته تاریخ معاصر افغانستان می‌باشد. او در شعر و ادب زیادتر از قاری عبدالله، ملک الشعرا وقت بهره می‌برد. شیون کابل مرد نیکو کار، وطن‌پرست و شاعر شیواه بیان بوده و درهنر موسیقی و آواز خوانی مهارت داشت. آلات موسیقی رباب و هارمونیه رامیتوانسته بنوازد.

## پیشینه
شیون کابلی از طفولیت تا جوانی تحت تربیه مستقیم مادر کلان خود، بی بی حلیمه مشهور به بوبو جان، همسر امیر عبدالرحمن خان «ملکه رسمی افغانستان» قرار داشته و از همان آوان جوانی به مطالعه و خواندن آثار بزرگان و به شعر و شاعری تمایل داشته‌است.
شیون کابلی بین سال‌های ۱۹۲۶ و ۱۹۲۹ م حاکم ولسوالی حضرت امام صاحب بود. شیون کابلی در سال‌های جوانی با دختر یکی از خوانین ولایت بدخشان ازدواج کرد و از او صاحب دختری شد به نام خدیجه، که همانا میرمن پروین آوازخون مشهور و اولین آواز خوان زن و هنرمند افغانستان شد.

## تبعید
شیون کابلی پس از سقوط دولت امان‌الله خان و وقوع اغتشاش ۱۳۰۸ هـ. ش برابر ۱۹۲۹، افغانستان را ترک کرد و در تاشکند مقیم گشت. پس از استقرار سلطنت محمد نادر شاه او به افغانستان بازگشت و در کابل سکونت اختیار کرد، ولی در اثر فعالیت‌های سیاسی به شوروی تبعید شد.
وی سال ۱۹۳۹ به سابیریا تبعید و به زندان انداخته شد. در سال ۱۹۵۳ به مسکو آمد و در انستیتوت شرقشناسی به کار پرداخت. وی به تاریخ ۱۵ فبروری ۱۹۸۷ میلادی در مسکو در گذشت در قبرستان مسلمانان شهر تفلیسی دفن شد.

## نمونهٔ اشعار
| چون ننالم درین سینه دل زاری است    |  | راحتی نیست در آنجا نه که بیماری است |
| دلم از سینه به تنگ آمد خدایا برهان |  | هرکجا در قفسی مرغ گرفتای است        |